# Крынице (Подляское воеводство)
Крыни́це (пол. Krynice) — деревня в Белостокском повете Подляского воеводства Польши. Входит в состав гмины Добжинево-Дуже. Находится примерно в 13 км к северо-западу от города Белостока. По данным переписи 2011 года, в деревне проживало 318 человек. Рядом с деревней находится радиотелевизионный центр RTCN Krynice.
До 1795 года входила в состав Бельского повета Подляшского воеводства.